# 聖ドミニコ教会 (マカオ)

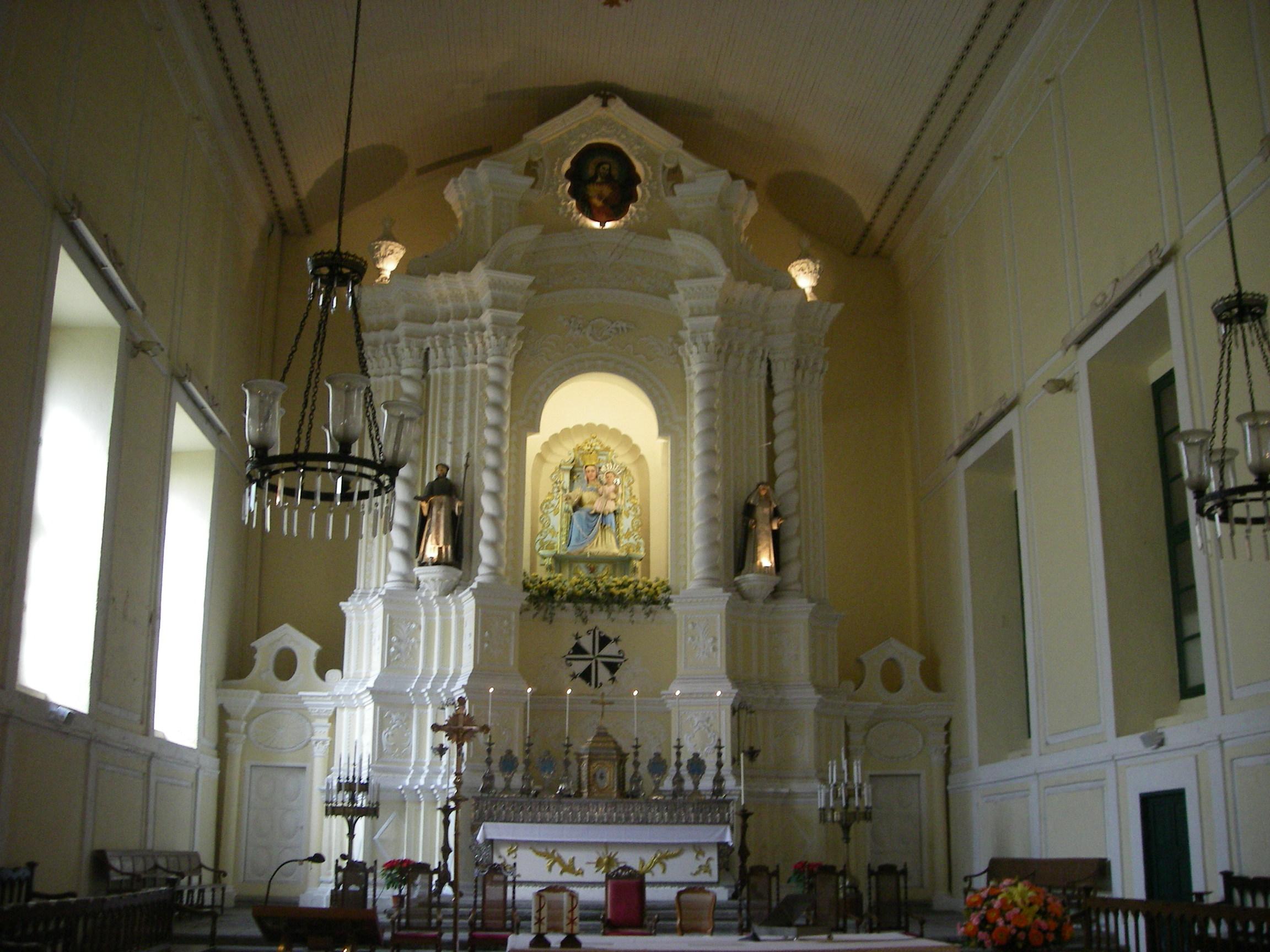
教会内部の祭壇と飾り壁

聖ドミニコ教会 (英語: St. Dominic's Church, ポルトガル語: Igreja de São Domingos, 中国語: 玫瑰堂) は、16世紀後半のバロック様式の教会であり、カトリックマカオ教区の教区教会である。マカオの半島部にあり、民政総署大楼にほど近い聖ドミニコ広場に面している。
1587年に完成し、3人のスペイン人ドミニコ会聖職者によって監督された。修繕と再建により、現在の構造は17世紀前半のものである。教会は、マカオ歴史地区としてユネスコ世界遺産に登録されている29の場所のうちの1つでもある。

## 歴史
教会は1587年に、メキシコのアカプルコからやってきた3人のスペイン人ドミニコ会聖職者によって設立された。1644年、イベリア連合王国の解体によってポルトガル側のもとに残ろうとする植民地マカオの考えに対抗して、スペイン国王側の人物が起こった民衆から逃れてきた人々を探しに教会内へと入り、暴力の舞台となった。ミサが行われている間、彼は祭壇のもとで即座に殺害された。63年の後、1707年、典礼論争に対してドミニコ会は教皇を重んじる側についた。これは、マカオ司教の考え方とは違い、その後彼らは波紋となった。この決定を後押しするため教会へと送り込まれた兵士に対し、修道士たちは3日間教会を閉鎖し、彼らを追い払おうと鍵をかけたとされる。
中国における最初のポルトガル語の新聞である「A Abelha da China」は、1822年9月12日に教会で発行された。1834年に修道士がいなくなり、政府によって収用された教会は閉鎖され、一般人の作業場と化した。しかし、後に再び開かれ、ポルトガル本土から多くの宗教画が送られることとなった。
1997年には改装が行われ、隣に博物館が加わった。

## 建築
聖ドミニコ教会はバロック様式で建設されており、設計にはヨーロッパとマカオの文化が融合している。教会には中国風の屋根が使用され、ドアはチークでつくられている。教会の祭壇の中央には聖母子像があり、左右には木や象牙を彫ってつくられた数人の聖人の像がある。

## 博物館
宝物宗教美術館 (Treasure of Sacred Art Museum) は1997年の改装の際に設置され、鐘楼の内部に存在する。およそ300点の宗教画や工芸品を収容している。